# كاييتانو كورنيت
كاييتانو كورنيت بامييس (بالإسبانية: Cayetano Cornet Pamies، ولد في 22 أغسطس 1963، ريوس، طراغونة، إسبانيا) رياضي ألعاب قوى إسباني.
حاز على الميدالية الذهبية في بطولة أوروبا لألعاب القوى داخل الصالات عام 1989.

## إنجازاته

### بطولة العالم لألعاب القوى داخل الصالات
- 1989 بودابست  رومانيا:  ميدالية برونزية في سباق 400 متر.
- 1991 إشبيلية  إسبانيا:  ميدالية برونزية في سباق 400 متر.

### بطولة أوروبا لألعاب القوى داخل الصالات
- 1989 لاهاي  هولندا:  ميدالية ذهبية في سباق 400 متر.
- 1990 غلاسكو  المملكة المتحدة:  ميدالية برونزية في سباق 400 متر.

## وصلات خارجية
- كاييتانو كورنيت على موقع الاتحاد الدولي لألعاب القوى (الإنجليزية)
- كاييتانو كورنيت على موقع أوليمبيديا (الإنجليزية)